# Joan XV
Joan XV (Roma, ? – abril de 996) va ser Papa de l'Església Catòlica del 985 al 996.
Fill d'un fill d'un sacerdot romà anomenat Lleó, va ser escollit com a nou papa quinze dies després des de la mort de l'antipapa Bonifaci VII, i al cap d'un any de la del papa Joan XIV. En la seva elecció comptà amb el suport del patrici romà Crescenci II.
Durant el seu pontificat, de més d'onze anys de duració, va produir-se a França un canvi dinàstic amb l'extinció de la dinastia carolíngia i l'ascensió dels capets (que ocuparia el tron francès durant els següents vuit segles).
Un any després d'accedir al tron, el 988, el nou rei Hug Capet va nomenar Arnulf com a arquebisbe de Reims, en un intent d'aïllar l'oncle d'aquest i màxim rival seu Carles de Lorena. Poc després Carles va capturar la ciutat de Reims i feu presoner al seu nebot, que passà al seu bàndol. Considerant que Arnulf era un traïdor, Hug Capet va demanar al Papa Joan XV que el destituís. Abans d'obtenir resposta Hug va aconseguir recuperar Reims i amb Carles i Arnulf presoners, va fer deposar el segon nomenant com a nou bisbe de Reims a l'abat Gibert (futur Silvestre II).
Considerant que els nomenaments i destitucions de càrrecs eclesiàstics eren prerrogativa exclusiva del papat, Joan XV va intentar anul·lar la destitució d'Arnulf convocant al 993 un concili que, celebrat a Chelles. Però el concilia va resultar contrari a les pretensions papals i va confirmar la derogació, i el mateix resultat va tenir un segon i un tercer concili convocats a Aquisgrà i a Roma. Finalment un nou concili celebrat el 2 de juliol de 995 va declarar il·legal la destitució d'Arnulf, que tanmateix va restar pres fins que després de la mort d'Hug Capet, el 23 d'octubre del 996, data en què fou llibertat i restaurat en el seu càrrec. Aquest conflicte era un preludi de la futura Controvèrsia de les Investidures.
En un sínode celebrat a la basílica romana del Laterà el 31 de gener de 993 va esdevenir el primer papa de la història en emetre formalment un decret de canonització per a elevar als altars al bisbe Ulric d'Augsburg.
Joan XV no va aconseguir mai ser apreciat pels romans que l'acusaven de venal i de pràctiques de nepotisme, la qual cosa va portar que al final del seu pontificat hagués de fugir a la Toscana quan Crescenci II va aprofitar la seva impopularitat per expulsar-lo.
El seu exili va durar poc, ja que va demanar ajuda a l'emperador Otó III a canvi de la coronació imperial. Crescenci II, que de cap manera volia tenir a Otó prop de Roma, es va reconciliar amb el Papa. Joan XV va tornar a Roma, on morí a principis d'abril del 996.